# Iglesia de Santa María de Artiés
La iglesia de Santa María de Artiés (en occitano glèisa de Santa Maria d'Arties) es una iglesia románica situada a suroeste del pueblo de Artiés, municipio de Alto Arán, comarca del Valle de Arán. Declarada como Bien Cultural de Interés Nacional, está considerada como un estandarte de la arquitectura románica aranesa. Se encuentra en un punto elevado donde también había el castillo de Arties, del cual solo se conserva una torre.

## Arquitectura
Santa María de Arties es un edificio de planta basilical de tres naves, encabezadas por tres ábsides de los cuales solo se conservan los dos laterales, semicirculares. El ábside central se perdió y ha sido reconstruido modernamente. En los ábsides laterales hay decoración de horquillas ciegas y una franja de taqueado francés o ajedrezado en diagonal. En el ábside sur los arcos lombardos descansan sobre ménsulas adornadas con motivos y líneas horizontales, con algún detalle como una cruz entre dos de los arcos, o un motivo esquemático en vegetal. En la decoración del ábside norte hay una con forma de cara.
La nave central es de bóveda de cañón y sufría un proceso de apertura que todavía se puede ver en los desplomes de las pilastras. El año 1999 se hizo una intervención para solucionar esta disfunción. Las naves laterales tienen bóveda de un cuarto de circunferencia y quedan separadas de la central por una arcada de arcos de medio punto que se sustentan encima de 6 pilares cilíndricos que separan el templo longitudinalmente en 4 tramos.
El edificio está datado del siglo XII, relativamente tarde en comparación a otras iglesias aranesas, y a pesar de las reformas conserva su aspecto románico inicial, especialmente a los ábsides y la puerta norte. En la pared sur hay cuatro contrafuertes modernos, así como un saliente en la pared norte.
Tiene dos portalades de acceso. La portalada principal, que se abre a la fachada norte, presenta 6 arcos de medio punto, con dovelas, soportados por montantes con el mismo número de pilastras cilíndricas. La decoración presenta motivos como el taqueado jaqués y botones semicirculares. La última arquivolta está remateda con una cenefa con taqueado francés en diagonal, idéntica a la de la cornisa de los ábsides. Dos piedras ménsulas están decoradas con forma de caras masculinas. Una cruz está grabada en uno de los bloques junto a la puerta.
La puerta encarada al sur comunica con el cementerio, y presenta 3 arcos de medio punto en degradación,
transmitidos a los montantes, sin decoración. En el muro sur hay una ventana estrechada y alargada, con decoración con motivos vegetales sobre el arco de apertura, formado por un único bloque de piedra. Una segunda ventana se encuentra en el tramo cercano a la cabecera, con un arco apuntado, un poco gótico, y 3 arcos sobre pares de columnas. La parte superior de los arcos conserva restos de pintura.
En el extremo oeste hay un campanario de 5 pisos con cubierta piramidal, de estilo situado entre el románico y el gótico, ejecutado a finales del siglo XIII o principios del XIV. Al extremo este hay un campanario de espadanya.

## Interior
En el interior del edificio hay una pila bautismal, a la entrada, concebida por el bautismo por sumersión y decorada con motivos geométricos. El altar está soportado por un "tenante" del siglo XI. Varios retablos barrocos del XVIII han sido incorporados a los laterales del presbiterio.

### Retablo gótico

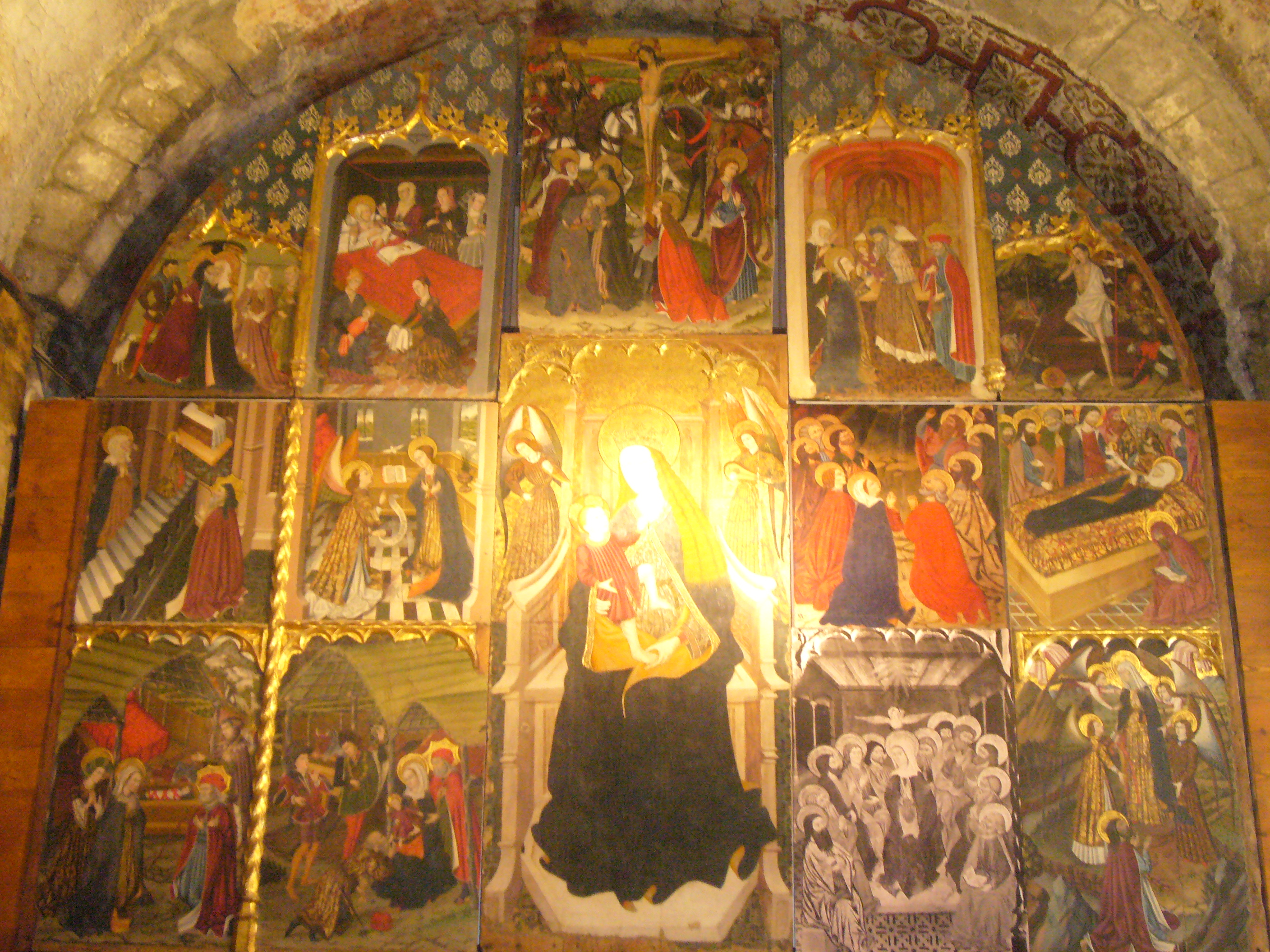
Retablo gótico del.

La iglesia cuenta con un retablo originario del XV, que representa varias escenas bíblicas de la vida de la Virgen María. Está considerado una obra maestra de la pintura gótica. Ha sido recientemente restaurado por el Centro de Restauración de Bienes Muebles de San Cugat.

### Pinturas murales del juicio final
En el techo del presbiterio hay unas magistrales pinturas murales, de autor desconocido, que representan las escenas bíblicas del Juicio Final con el infierno, el cielo y la resurrección de los muertos. Se conservan en muy buen estado y son de una ejecución excelente. Datadas en los alrededores de 1580, son de las pinturas murales más importantes que se conservan en los Pirineo. Las imágenes reflejadas a las pinturas han sido comparadas con las del Bosco, debido a la riqueza de detalles y la emotividad que transmiten.
El conjunto representa varios episodios del día del Juicio Final. Algunas figuras son devoradas por un enorme dragón de dientes afilados, empujadas por demonios con alas, y otros se cuecen dentro de una caldera atiada por discípulas de Lucifer.

## Restauración
El 2012 la Obra Social "la Caixa", el Departamento de Cultura y el Obispado de Urgell presentó la restauración de la Iglesia. La intervención permitió actuar en profundidad en el interior de la iglesia y completar su rehabilitación integral. La intervención contó con un equipo técnico multidisciplinario con tareas de arquitectura, restauración, construcción y restauración artística. Las obras tuvieron una duración de seis meses.
En el marco del Programa Románico Abierto, las obras permitieron cerrar los trabajos iniciados en años anteriores para restaurar la estructura y el interior de la iglesia. Entre las actuaciones que se realizaron, hay el cambio del pavimento así como la renovación de la calefacción, con la instalación de un nuevo sistema impulsado por aire. También se adecuó la cancela de entrada al templo, construido con menajes de vidrio laminado y polivinilo transparente.
Así mismo, se restauró la ventana gótica situada en la portada de mediodía. Se desmontó la parte ciega dejando su apertura en la dimensión original que tenía, y se rehízo el basamento con piedra así como la parte malograda del exterior. También se rehabilitó el coro de madera existente en el primer piso y también el balcón interior de madera. Por último, también se llevó a cabo una restauración de las pinturas murales situadas a las bóvedas de las dos naves laterales.